# Daker
Daker (latin: Daci [ˈd̪aːkiː]) är romarnas namn på det folk (geto-daker) som bodde i nuvarande Rumänien och norra Serbien som inkorporerades i romarriket som provinsen Dakien.

## Historia före romersk tid
Området som idag bebos av rumäner befolkades cirka 2000 f.Kr. av invandrade indoeuropéer som kom att uppgå i den neolitiska ursprungsbefolkningen. Därigenom uppstod trakerna. När jonerna och dorerna koloniserade västra Svarta havet under 600-talet f.Kr. kom trakernas ättlingar i kontakt med den grekiska kulturen. Den grekiske historikern Herodotos kallade det grekiskinfluerade folket getae (geter). Romarna kom att benämna dem "daker".

## Historia under romersk tid

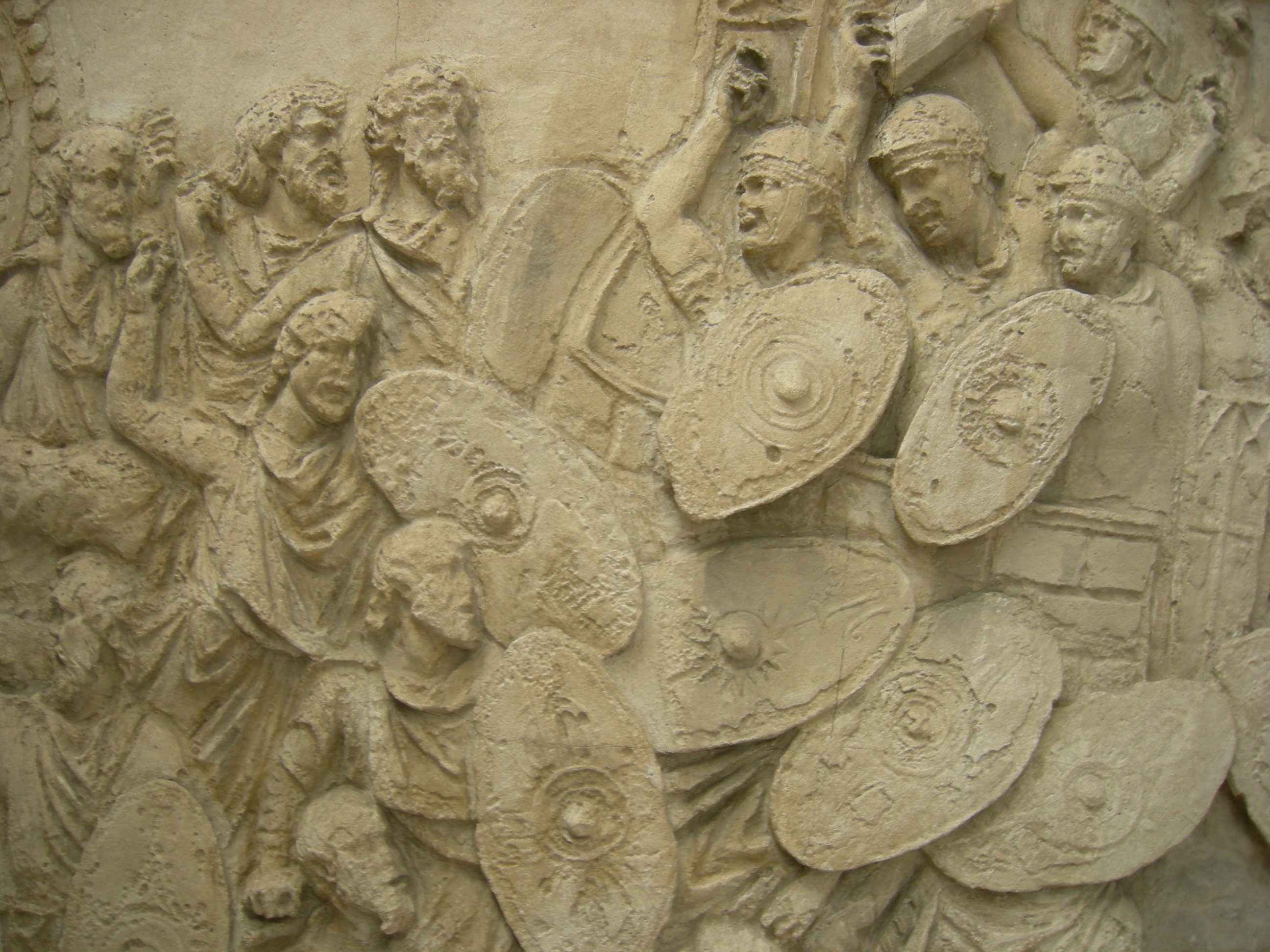
Dakerna (till vänster) anfaller Trajanus legionärer. Bilden är från Trajanuskolonnen i Rom.

När romarriket under 200- och 100-talet f.Kr. expanderade i Balkan, ledde det till en motreaktion från geter och daker som återupplivade gamla stamförhållanden och enade sig under kung Burebista (regerade 82–44 f.Kr.). Detta hotade romarriket så allvarligt att Julius Caesar planerade ett fälttåg mot dakerna. Emellertid mördades han 44 f.Kr. utan att ha hunnit förverkliga sina planer. Burebistas död samma år ledde till att den geto-dakiska enheten kollapsade.

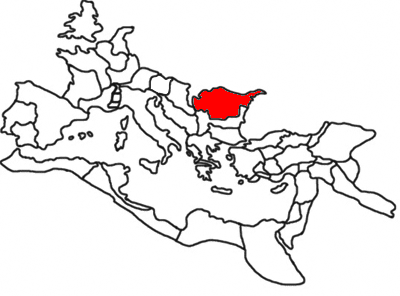
Dakien/Dacia som romersk provins

Det skulle dröja 150 år till den slutliga konfrontationen mellan romare och geto-dakier. I början av 100-talet e.Kr. hotade en stark geto-dakisk armé romarrikets Donaugräns. Kejsar Trajanus ledde därför år 101 och 106 två fälttåg, vilka införlivade geto-dakernas land i romarriket som provinsen Dacia.
Romersk aristokrati, militär- och stadsbefolkning flyttade nu in i provinsen. Provinsen bidrog till det romerska riket främst med spannmål och ädelmetaller. År 271–275 drog sig romarna ur Dakien som ett led i den långa process som understundom kallas romarrikets fall. Donau blev återigen kejsarrikets östliga gräns, men Rom fortsatte att handla med dakerna in på 500-talet, och underlättade samtidigt för den kristna missionen i området.

## Fortsatt utveckling
Det råder stor oenighet om vad som hände efter att romarriket gett upp Dakien, vilket lett till upprörda historiska debatter. Då frågan rör rumänernas ursprung är den mycket känslig och kontroversiell. Vissa historiker menar att det romerska inflytandet över dakerna var marginellt. De flesta är dock eniga om att det uppstod en unik dako-romansk kulturblandning som blev ursprunget till det folk som idag kallas rumäner. 